# Совхозненська сільська рада
Совхо́зненська сільська́ ра́да — адміністративно-територіальна одиниця та орган місцевого самоврядування у Красноперекопському районі Автономної Республіки Крим. Адміністративний центр — село Совхозне.

## Загальні відомості
- Населення ради: 3 243 особи (станом на 2001 рік)

## Населені пункти
Сільській раді підпорядковані населені пункти:
- с. Совхозне
- с. Рисове
- с. Таврійське

## Склад ради
Рада складається з 20 депутатів та голови.
- Голова ради: Ліпай Євген Володимирович

### Керівний склад попередніх скликань
| Прізвище, ім'я, по батькові | Основні відомості                                                         | Дата обрання | Дата звільнення |
| --------------------------- | ------------------------------------------------------------------------- | ------------ | --------------- |
| Фролова Надія Сергіївна     | Сільський голова, 1954 року народження, позапартійна                      | 26.03.2006   | 31.10.2010      |
| Ліпай Євген Володимирович   | Сільський голова, 1962 року народження, освіта вища, член Партії регіонів | 31.10.2010   |                 |

Примітка: таблиця складена за даними сайту Верховної Ради України

### Депутати
За результатами місцевих виборів 2010 року депутатами ради стали:

#### За суб'єктами висування
| Суб'єкт висування | Кількість обраних депутатів | %  |
| ----------------- | --------------------------- | -- |
| Самовисування     | 11                          | 55 |
| Партія регіонів   | 8                           | 40 |
| Партія «Союз»     | 1                           | 5  |

#### За округами
| № округу        | Прізвище, ім'я, по батькові     | Дата визнання обраним | Освіта             | Партійна приналежність                                | Відомості про обраного депутата                                              |
| --------------- | ------------------------------- | --------------------- | ------------------ | ----------------------------------------------------- | ---------------------------------------------------------------------------- |
| Партія регіонів |                                 |                       |                    |                                                       |                                                                              |
| 3               | Кісельов Володимир Миколайович  | 01.11.2010            | середня            | член Партії регіонів                                  | тимчасово не працює                                                          |
| 7               | Видрін Сергій Олексійович       | 01.11.2010            | середня            | член Партії регіонів                                  | ВАТ «Бромний завод», слюсар-ремонтник                                        |
| 8               | Тарасенко Геннадій Миколайович  | 01.11.2010            | вища               | член Партії регіонів                                  | ВАТ «КСЗ», агроном                                                           |
| 9               | Силютіна Галина Василівна       | 01.11.2010            | вища               | член Партії регіонів                                  | Совхозненська сільська рада, секретар                                        |
| 12              | Лящук Наталя Іванівна           | 01.11.2010            | вища               | член Партії регіонів                                  | дошкільний навчальний заклад «Дюймовочка», завідувачка                       |
| 18              | Козел Сергій Михайлович         | 01.11.2010            | середня            | член Партії регіонів                                  | селянське фермерське господарство «Агріс»                                    |
| 19              | Вакарчук Валентина Федорівна    | 01.11.2010            | середня спеціальна | член Партії регіонів                                  | ТОВ «Герої Перекопа», обліковець                                             |
| 20              | Шишкін Микола Степанович        | 01.11.2010            | середня            | член Партії регіонів                                  | пенсіонер                                                                    |
| Партія «Союз»   |                                 |                       |                    |                                                       |                                                                              |
| 2               | Булгакова Валентина Миколаївна  | 01.11.2010            | середня спеціальна | позапартійна                                          | Совхозненська сільська рада, секретар                                        |
| Самовисування   |                                 |                       |                    |                                                       |                                                                              |
| 1               | Михайленко Марина Борисівна     | 01.11.2010            | вища               | позапартійна                                          | Красноперекопська РДА, заст. начальника управління освіти та у справах дітей |
| 4               | Мустафаєва Ділара Зиядинівна    | 01.11.2010            | вища               | позапартійна                                          | приватний підприємець                                                        |
| 5               | Гмирянська Ольга Павлівна       | 01.11.2010            | середня спеціальна | член Соціал-демократичної партії України (об'єднаної) | Красноперекопський територіальний центр, завідувач                           |
| 6               | Шишкіна Людмила Михайлівна      | 01.11.2010            | вища               | позапартійна                                          | селянське фермерське господарство «Агріс», старший бухгалтер                 |
| 10              | Детиненко Любов Володимирівна   | 01.11.2010            | середня            | позапартійна                                          | тимчасово не працює                                                          |
| 11              | Наківайло Валентина Іванівна    | 01.11.2010            | середня            | позапартійна                                          | приватний підприємець                                                        |
| 13              | Тарасенко Оксана Іванівна       | 01.11.2010            | середня            | позапартійна                                          | ПП «Тарасенко»                                                               |
| 14              | Христунова Світлана Анатоліївна | 01.11.2010            | середня            | позапартійна                                          | Рисовський фельдшерсько-акушерський пункт, завідувачка                       |
| 15              | Бабіч Валентина Федорівна       | 01.11.2010            | середня            | позапартійна                                          | Совхозненська сільська рада, оператор котельні                               |
| 16              | Сорокоумова Наталя Григорівна   | 01.11.2010            | середня спеціальна | позапартійна                                          | Таврічеська сільська бібліотека, бібліотекар                                 |
| 17              | Ткачук Володимир Іванович       | 10.01.2011            | середня            | позапартійний                                         | тимчасово не працює                                                          |